# Territorialprälatur Huautla
Die Territorialprälatur Huautla (lat.: Praelatura Territorialis Huautlensis, span.: Prelatura de Huautla) ist eine in Mexiko gelegene römisch-katholische Territorialprälatur mit Sitz in Huautla de Jiménez.

## Geschichte
Die Territorialprälatur Huautla wurde am 8. Oktober 1972 durch Papst Paul VI. mit der Apostolischen Konstitution Ad bonum animorum aus Gebietsabtretungen des Erzbistums Antequera errichtet und diesem als Suffraganbistum unterstellt. Am 8. Januar 1979 gab die Territorialprälatur Huautla Teile ihres Territoriums zur Gründung des mit der Apostolischen Konstitution Nuper sacer errichteten Bistums Tuxtepec ab.

## Prälaten von Huautla
- Hermenegildo Ramírez Sánchez MJ, 1975–2005
- Héctor Luis Morales Sánchez, 2005–2011, dann Bischof von Nezahualcóyotl
- José Armando Álvarez Cano, 2011–2019, dann Bischof von Tampico
- Guadalupe Antonio Ruíz Urquín, seit 2020